# Josep Maria Guitart i Oliver
Josep Maria Guitart i Oliver (El Vendrell, 9 de febrer del 1949) és un músic i compositor català.
A l'edat de nou anys entra a l'Escolania de Montserrat, on aprengué cant, violí i piano (1959-1963); va ser-ne solista i participà de forma distingida en diversos enregistraments de l'escolania (els LP El nostre Nadal I i II i l'EP Escolania de Montserrat, Barcelona: Alhambra, 1962). Posteriorment, obtingué el títol de professor de piano (1971) dels conservatoris de Tarragona i de Saragossa i de flauta travessera al Conservatori Professional de música de Tarragona, on col·laborà amb l'Aula de Cant. Formà part de les colles sardanistes Dansaires del Penedés i Migjorn del Vendrell.
Encara que no es dedica professionalment a la música, a banda de compondre sardanes, des del 1975 també toca l'orgue de l'església del Vendrell, i n'ha dirigit el Cor-Orfeó parroquial. Molt vinculat a la vida cultural d'Albinyana, des de l'any 1990 porta la direcció musical de la Passió que es representa a la vila per Setmana Santa.
En les eleccions al Parlament de Catalunya del 1980 es presentà per Nacionalistes d'Esquerra en el lloc novè de la llista de Tarragona, per darrere de Josep-Lluís Carod-Rovira (1r) i Ernest Benach (4t), sense sortir elegit.

## Obres
- Goigs en lloança de la Mare de Déu del Carme, que es venera en la parròquia de Sant Bartomeu d'Albinyana, lletra de Joan Roig i Montserrat

### Sardanes
- L'aplec de l'ermita de Berà (2004)
- Albinyana, de la muntanya a la plana (2002), enregistrada per la cobla Sant Jordi al CD El Baix Penedès dansa (Barcelona: Audiovisuals de Sarrià, 2003. Ref. 25.1802)
- Albinyana mil·lenària (2010) dedicada al mil·lenari d'Albinyana (Baix Penedès)
- Cinquantenària (1996), enregistrada per la cobla La Principal de la Bisbal al CD  Dansaires del Penedès (Barcelona: Audiovisuals de Sarrià, 1996. Ref. 25.1577)
- Dansaires del Penedès, 30è aniversari (1976), enregistrada per La Principal de la Bisbal al CD Dansaires del Penedès
- Dansaires Vilanovins (1972), enregistrada per la cobla Selvatana a l'LP Sardanes a Vilanova i la Geltrú (Barcelona: EDIGSA, 1974. Ref. GD279SE) i per la Cobla Maricel al CD El Garraf dansa en cercle (Barcelona: Audiovisuals de Sarrià, 2017)
- Deu lustres ... i seguim! (2014), dedicada a la colla La Lira Vendrellenca en el 50è. aniversari, enregistrada per la Cobla Sant Jordi al CD 50 Anys dansant
- Enyorança (1973), premi Unió de Colles Sardanistes
- Foment Sardanista Vendrellenc (1981)
- Grandesa i humanitat (1990), a l'Associació Agrupesca de Tarragona
- El Josep de l'Ermita (2013)
- Juntes les mans (1977), a la colla de Tarragona del mateix nom
- La Lira Vendrellenca, 100 anys (2002), a la societat del mateix nom, enregistrada al CD 50 Anys dansant
- Lluny de la vila (1971), primera sardana de l'autor
- Els 60 d'en Sol i la Copa (2017)
- Tarragona Dansa (1985), dedicada a la colla del mateix nom, enregistrada per la cobla Marinada al CD Les sardanes de les colles (Barcelona. Audiovisuals de Sarrià, 1996. Ref. 25.1568)
- Tres són pocs (2005), dedicada a Dídac Segarra i Torné de la Colla Rosa d'Abril
- El Vendrell, 100 anys de sardanes (2007)
- El Vendrell, Ciutat Pubilla (2002), enregistrada per la Cobla Contemporània al CD Contemporanis 2 (Barcelona. Audiovisuals de Sarrià, 2003. Ref. 25.1858)
- Vila de Prada (1975)
- Dansaires Vilanovins, 50 anys fent camí (2019)